# Skyguide
La société Skyguide (officiellement Société anonyme suisse pour les services de la navigation aérienne civils et militaires, en anglais : Swiss Air Navigation Services Ltd.) est chargée des services de la navigation aérienne qui surveille l'espace aérien suisse.
Société anonyme suisse de droit privé mandatée par la Confédération suisse, Skyguide assure la sécurité dans l'ensemble de l'espace aérien suisse ainsi que dans des portions de l'espace aérien des pays limitrophes : Allemagne, Autriche, France et Italie. Sa tâche consiste, dans l'espace aérien suisse, à gérer tant le trafic aérien civil que le trafic aérien militaire.
En 2001, l'entreprise, alors appelée Swisscontrol, est devenue Skyguide et sa direction était alors placée sous la conduite de Alain Rossier. Skyguide est surveillée par l'OFAC (Office fédéral de l'aviation civile), dépendant du département de l'Environnement, des Transports, de l'Énergie et de la Communication (DETEC). La Confédération suisse, également représentée dans le Conseil d'administration de Skyguide, est l'actionnaire principal à hauteur de 99,91 pour cent du capital-actions. Quelque 1400 collaborateurs sont occupés chez Skyguide, dont deux tiers dans le domaine de la sécurité aérienne, environ un tiers dans le service technique ; le reste du personnel étant majoritairement occupé dans l'administration. Skyguide est dirigée par Alexander Bristol qui sera remplacé en septembre 2025 par Peter Merz, actuel chef de l'armée de Suisse.

## Partenaires
D'importants partenaires de Skyguide sont : l'Organisation de l'aviation civile internationale (OACI), Eurocontrol (organisation européenne pour la sécurité de la navigation aérienne) et la Civil air navigation services organisation (CANSO). Par ailleurs, Skyguide possède en Belgique depuis fin 2000 une filiale du nom de Skynav qui lui est utile dans ses relations avec l'Union européenne.

## Skyguide en chiffres
Skyguide surveille chaque jour quelque 3 200 vols IFR (vols évoluant selon les règles de vol aux instruments). En 2006, Skyguide gérait au total 1 162 078 vols aux instruments dont 729 990 ont traversé l'espace aérien – sans atterrir ou décoller. Le produit s'est élevé en 2006 à 341,10 millions de francs suisses et le résultat net à 18,79 millions. En 2007, Skyguide gérait au total 1 232 439 vols aux instruments dont 775 533 ont traversé l'espace aérien - sans atterrir ou décoller.

## Sites de Skyguide

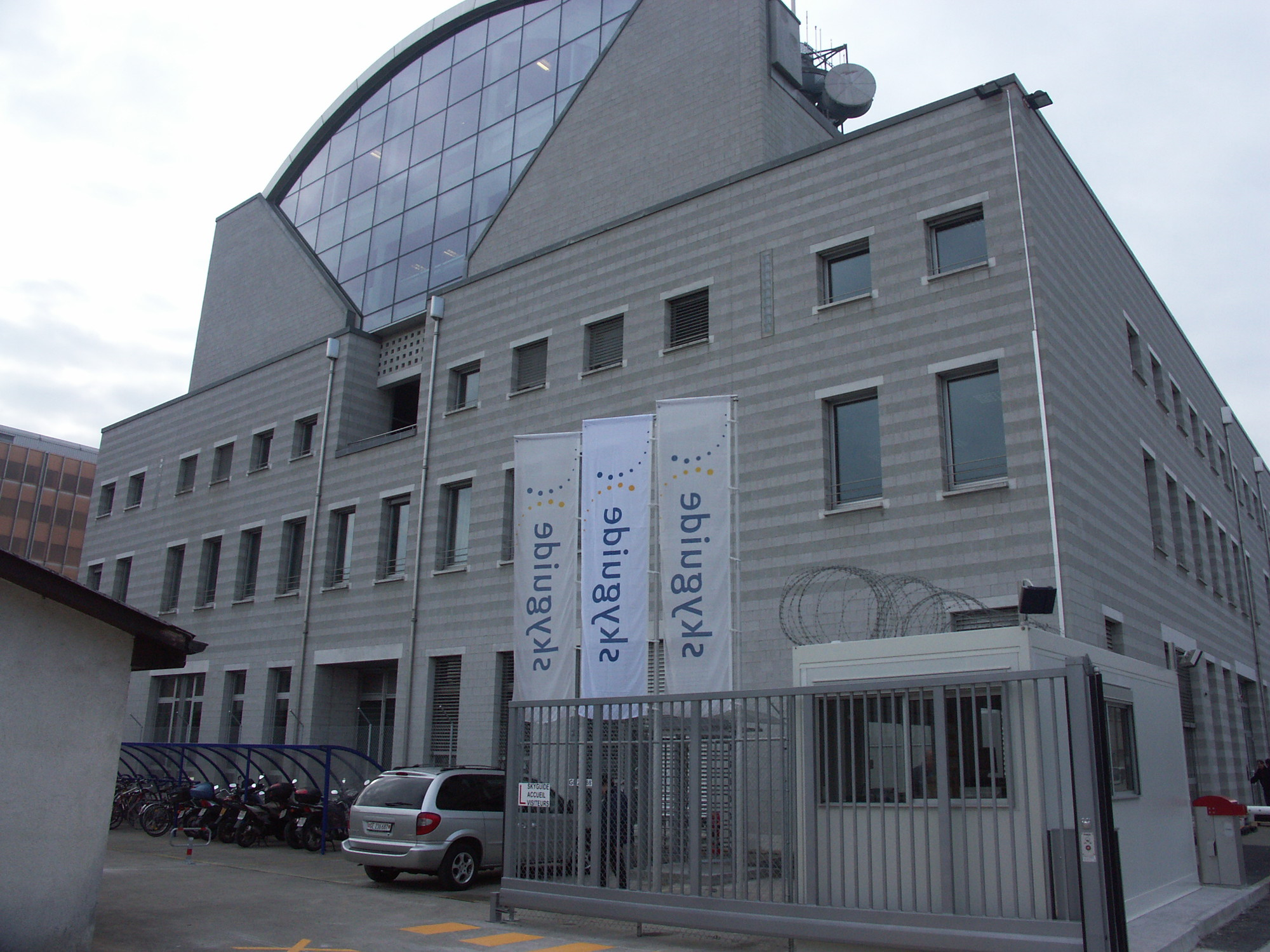
Skyguide HQ Genève

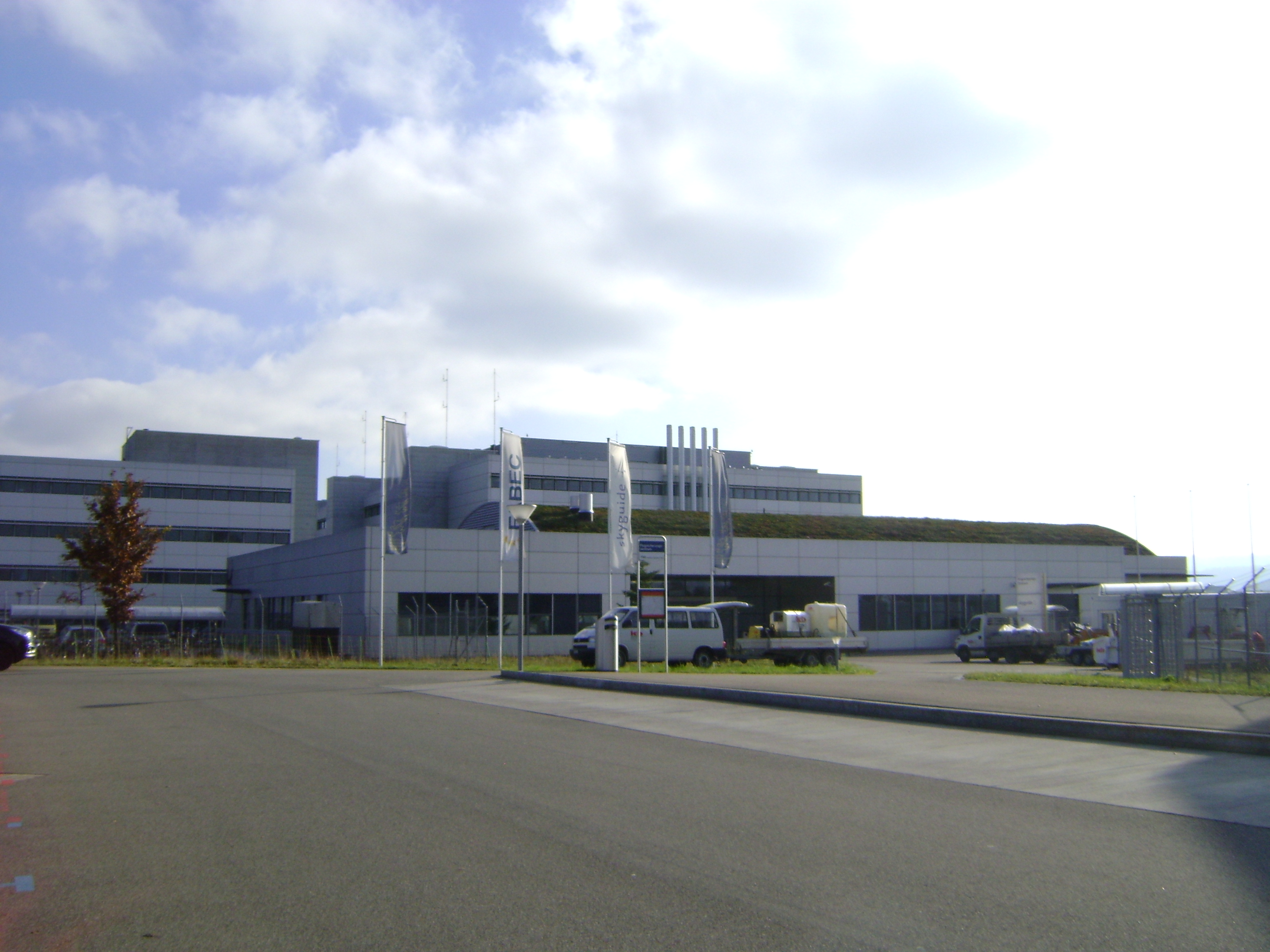
Skyguide Area Control Center & Forces Aériennes Suisses HQ a Wangen

Les sites les plus importants sont les deux centres de contrôle aérien ou Area Control Center (ACC) : celui situé à l'aéroport militaire de Dübendorf et celui situé à l'aéroport de Genève-Cointrin qui abrite également le siège de la société Skyguide. Le centre de contrôle de Zürich-Kloten a été transféré dans des nouveaux locaux construits à côté de l'aérodrome militaire de Dübendorf au début 2009. En 2006, un UAC (Upper Area Control) aurait dû entrer en activité à Genève. Mais cette mise en activité a dû être suspendue par l'Office fédéral de l'aviation civile (OFAC) en raison d'une documentation insatisfaisante en regard d'aspects sécuritaires. Les autres sites de Skyguide se trouvent à l'aéroport de Berne-Belp, à l'aérodrome de Buochs, à l'aérodrome de Granges (SO), à l'aéroport de Lugano-Agno et à l'aéroport de St-Gall-Altenrhein ainsi qu'à de nombreux aérodromes militaires. La plupart des sites de Skyguide à vocation principalement militaire sont : Alpnach, Dübendorf, Emmen, Meiringen et Payerne. Les aéroports de Locarno et de Sion sont mixtes civil-militaire. À l'aéroport des Eplatures, les services de la navigation aérienne sont délégués à l'exploitant de cet aéroport. Skyguide exploite également des radars primaire et secondaire à Genève-Cointrin et Zürich-Kloten pour le contrôle des approches et des départs.

## Tâches militaires
Skyguide est responsable de la gestion de l'aviation civile en Suisse. La surveillance aérienne est de la responsabilité des Forces aériennes suisses avec leurs radars primaires pouvant également détecter des objets volants ne disposant pas de transpondeur.

## Histoire
Le 1er janvier 1931 la Confédération suisse chargeait Radio Suisse SA (RSSA) des services de la navigation aérienne en Suisse. RSSA fut fondée le 23 février 1922 sous le nom de Marconi Radio SA afin de développer la télégraphie sans fil après que la Première Guerre mondiale eut montré l'importance de ce genre de télécommunications. Le 10 mai 1928, Marconi Radio SA a pris pour nom RSSA afin de souligner le caractère suisse de la société.
Jusqu'à la fin de la Seconde Guerre mondiale, RSSA s'est avant tout occupée des besoins en communication télégraphique. Ce n'est qu'à dater du 21 décembre 1948 que RSSA, selon une convention passée avec la Confédération, a été chargée de la surveillance de l'espace aérien. Sur la base de cet accord, la Confédération et les aéroports supportent les coûts des services de la navigation aérienne. Le 1er janvier 1988, les activités des services de la navigation aérienne de RSSA furent restructurés et désormais hébergés dans l'entreprise étatique swisscontrol dont le siège était à Berne. En 1996, swisscontrol fut convertie en une société anonyme et son siège transféré à Meyrin près de Genève où elle possède depuis 1998 son propre bâtiment à l'aéroport de Genève-Cointrin. Début 2001, les services de la navigation aérienne civils, jusqu'alors séparés des services du contrôle aérien militaire, ont été regroupés dans une entreprise qui prit pour nouveau nom Skyguide (officiellement écrit sans majuscule). Skyguide est ainsi le premier fournisseur de services de la navigation aérienne en Europe à gérer l'ensemble de l'espace aérien d'un pays. Le 15 mars 2006, l'OFAC interdit à l'entreprise chargée des services de la navigation aérienne Skyguide de mettre en activité à Genève le centre de contrôle, entièrement suisse, de gestion de l'espace aérien supérieur : « Upper Airspace Control Center Switzerland (UAC-CH) ». Cependant, le projet UAC-CH a permis la mise en place à Genève d'un système opérationnel de contrôle sans fiches ("stripless"). Le 3 avril 2006, le rapport interne détaillé de l'OFAC fut présenté.
Depuis le 17 décembre 2009, l'espace aérien supérieur au-dessus (FL245+) de Genève est restructuré en secteurs en couches. Le but de ce changement est d'augmenter la capacité du centre, permettant d'absorber l'augmentation de trafic prévue pour les prochaines années.

## Projets futurs
Prenant en compte les leçons apprises après l'UAC-CH et les progrès faits dans le cadre du programme FASTI, Skyguide prévoit d'étendre un environnement stripless harmonisé à tous les ACC suisses d'ici la fin 2014.
La première étape de ce projet a été franchie le 9 février 2012 à Genève et le 23 février 2012 à Zürich, avec l'introduction de la fonction CLAM (Cleared Level Adherence Monitoring) et un outil de prédiction de distance minimale entre les avions.

## Incidents ou accidents dans l'espace aérien
- Accident aérien d'Überlingen : Le 1er juillet 2002, un Tupolev Tu-154 de la compagnie aérienne russe Bashkir Airlines (République du Bachkortostan) et un Boeing 757 de DHL Express Worldwide entrèrent en collision à une altitude d'environ 9 144 m au-dessus d'Überlingen au bord du lac de Constance, dans l'espace aérien du sud de l'Allemagne contrôlé par Skyguide ; 71 personnes (dont 54 mineurs[5])) perdirent la vie dans le crash. Le 24 février 2004, Peter Nielsen, le contrôleur de la circulation aérienne en service chez Skyguide la nuit du drame fut mortellement poignardé par l'architecte russe Vitali Kaloïev, l'un des proches des victimes de la catastrophe[6]. En mai 2004, le rapport d'enquête du BFU, le bureau fédéral allemand d'enquête sur les accidents aéronautiques, accabla Skyguide qui avait laissé Peter Nielsen travailler dans des conditions délétères ce soir-là[7]. Dans le cadre de cette affaire, huit collaborateurs de Skyguide accusés d'homicides par négligence sont jugés en 2007 en Suisse ; quatre d'entre eux sont condamnés[8].

- Le 8 février 2007, au-dessus du lac d'Annecy, dans l'espace aérien au sud de Genève[9],[10], un rapprochement critique (airprox) a eu lieu entre un Hercules de l'armée de l'air algérienne et un Tupolev de la compagnie aérienne kazakhe State Air Company Berkut. Selon les enregistrements radar, les distances minimales de sécurité n'ont pas pu être respectées : Les deux appareils se sont rapprochés l'un de l'autre de 30 mètres environ sur le plan vertical et de 740 mètres sur le plan horizontal. Le Tupolev avait auparavant reçu l'autorisation de passer de 7 300 mètres (FL240) à environ 7 900 mètres (FL260) tandis que l'Hercules volait à l'altitude constante de 7 600 mètres (FL250). Une minute avant le croisement le Tupolev 154 est autorisée au niveau 260 (FL 260). Au cours de l'incident, un élève-contrôleur en service était surveillé par un instructeur. Après l'alarme donnée par le système d'avertissement du contrôle aérien (STCA, à 18:36:56 UTC) signalant un conflit au niveau de vol 250 (FL250), l'instructeur a enjoint au Tupolev (à 18.37:03) de monter au niveau de vol 300 (FL300) avec un taux de montée aussi élevé que possible - ou 48 secondes avant le rapprochement le plus près.

### Rapports
- Rapport final sur les systèmes radar de Skyguide, Rapport final sur les systèmes radar de Skyguide.

### Remarque
Ce texte est une traduction de l'allemand (Skyguide)